# Hvem ved det
Hvem ved det er et tv-program optaget i studie 4 på Nordisk Film, som sendes på DR1. Peter Kjær er vært.
To familier dyster om retten til en rejse, som går til en af to destination med samme start bogstav f.esk. Egypten eller Esbjerg.
Først i finalen afgøres det hvor rejsen gå hen.

## Format

### Duel
Først dyster to repræsentatener for hvert hold i en duel, de yngtes først og så skiftes efter alder, og til sidst startes forfra.
I duelen stilles et spørgsmål, hvorefter fire svar muligheder dukker, hvoraf den ene er en kendt person, som måske har det rigtige svar.

### Spillet
Når den ene deltager har vundet duelene, er det vinderes opgave af viderstille spørgsmålene, enten til et af de 3 tilbageværende familienmedlemmer eller en kendt person, for hvert rigtigt svar gives et lyserødt point, som kan satses eller sikres, hvis der svares forkert, tabes alle ikke sikrede lyserøde point.

### Finale
I Finalen vælges en repræsentant fra familien.
Repræsentanten for et spørgsmål og fire svar muligheder hvoraf det ene er et familiemedlem.
| Fjernsyn | Spire Denne artikel om et tv-program er en spire som bør udbygges. Du er velkommen til at hjælpe Wikipedia ved at udvide den. |